# Guruia
Guruia is een geslacht van hooiwagens uit de familie Phalangiidae (Echte hooiwagens).
De wetenschappelijke naam Guruia is voor het eerst geldig gepubliceerd door Loman in 1902. 

## Soorten
Guruia omvat de volgende 5 soorten:
- Guruia africana
- Guruia longipes
- Guruia quadrispina
- Guruia talboti
- Guruia ultima